# Herz-Jesu-Kapelle (Hoven)

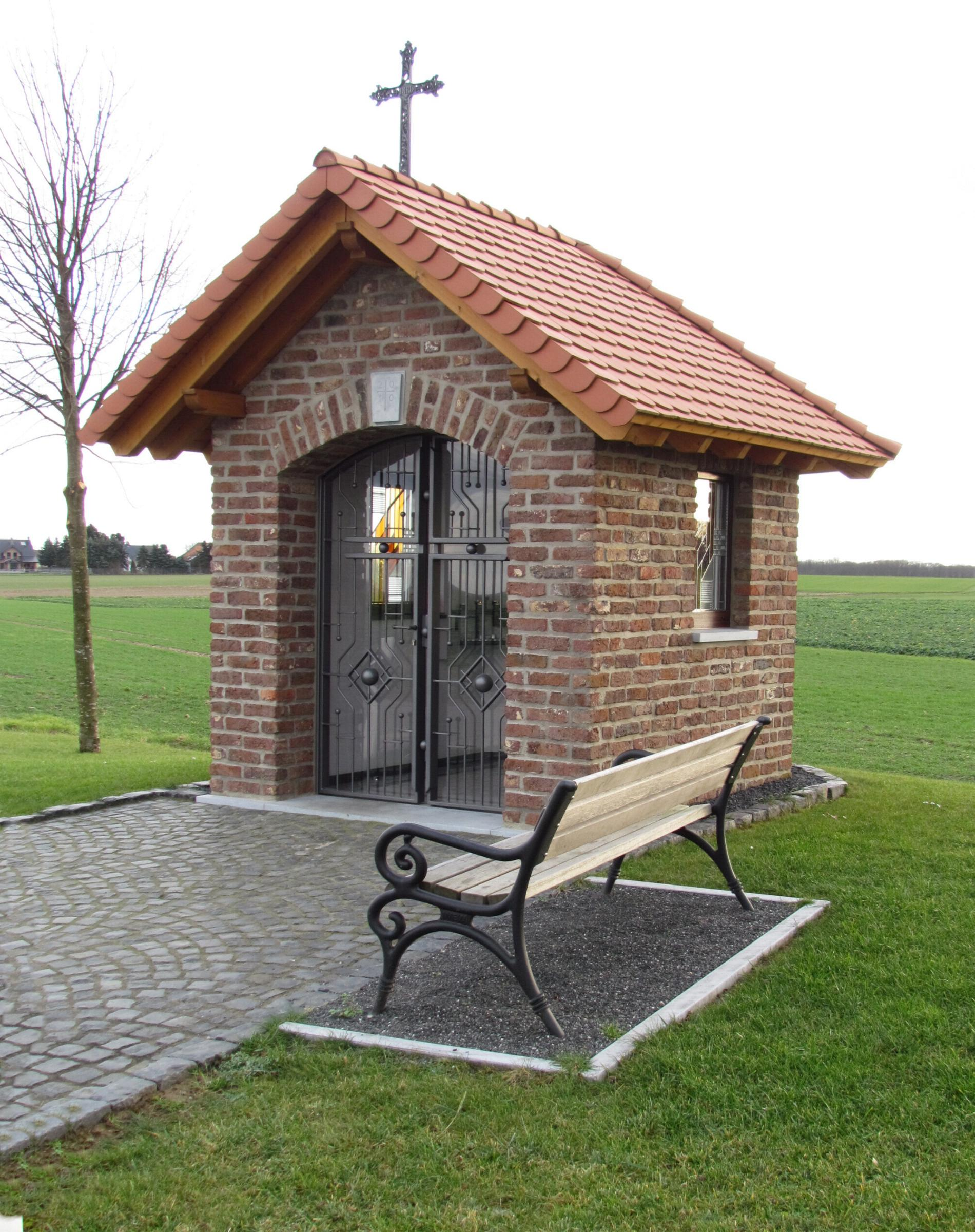

Die römisch-katholische Herz-Jesu-Kapelle befindet sich im Ortsteil Hoven der Stadt Geilenkirchen (Nordrhein-Westfalen).

## Lage
Die Kapelle hat ihren Standort am Ortseingang von Hoven am Buswendeplatz. Sie ersetzt die alte Kapelle, die abgebrochen werden sollte.

## Geschichte

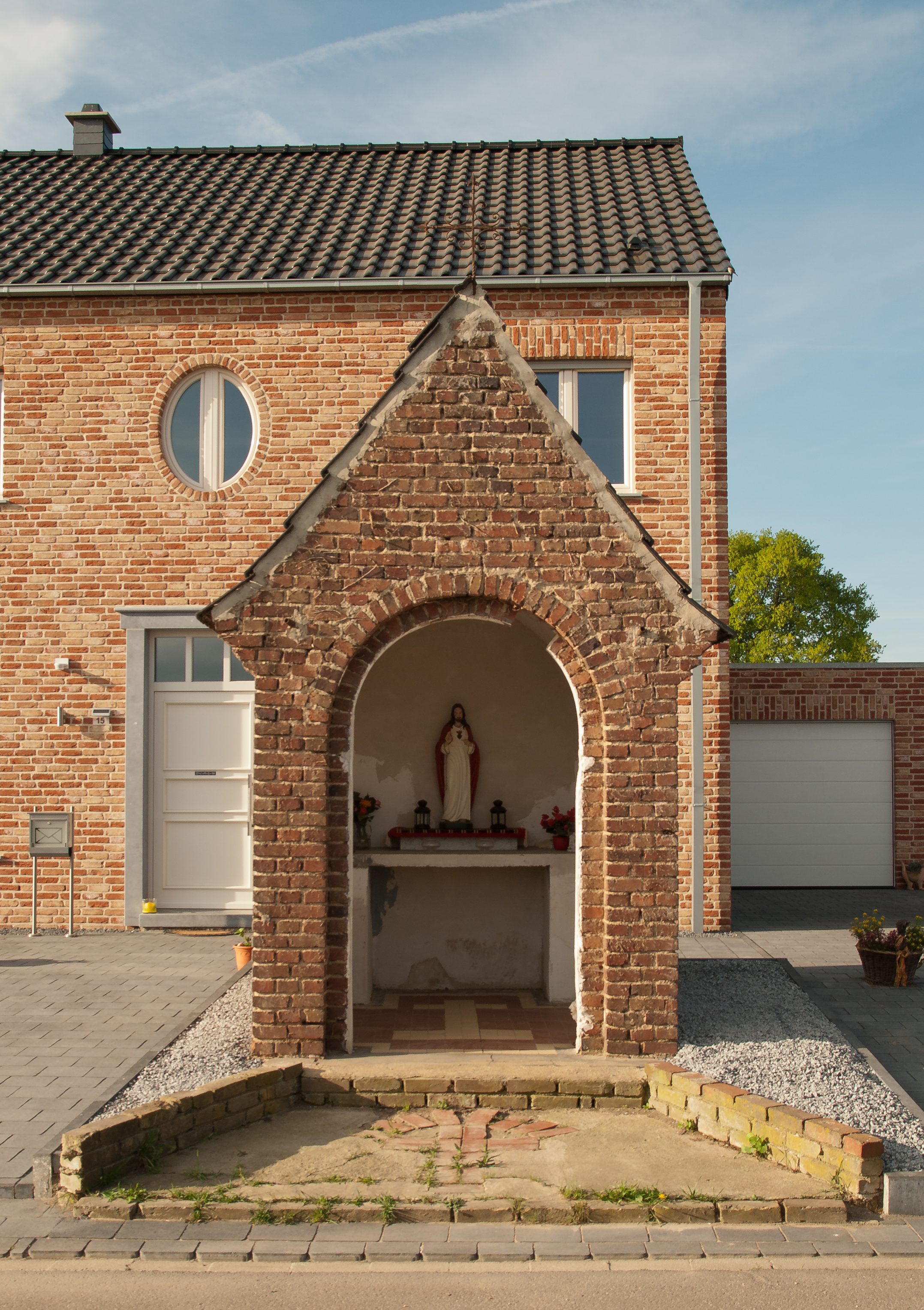
Die erste Hovener Kapelle aus dem Jahr 1930. Aufnahme vom 6. April 2014.

Die erste Kapelle in Hoven war ein Bauwerk aus dem Jahre 1930. Sie steht auf einem Neubaugrundstück und war nicht als Denkmal geschützt. Die Bürger von Hoven planten eine neue Kapelle und setzten das Vorhaben in die Tat um. Am 25. September 2011 wurde nach einjähriger Bauzeit die Kapelle eingeweiht.

## Architektur
Die Kapelle ist ein kleiner Backsteinbau mit einem Segmentbogen über dem Eingang. Die Dachfläche ist mit roten Dachziegeln eingedeckt. Auf dem First steht ein Kruzifix. In das Gebäude tritt man durch eine schmiedeeiserne Eingangstüre. Auf einem Steinaltar steht eine Madonna mit Kind. Ein Bleiglasfenster sorgt für zusätzlichen Lichteinfall. Im Segmentbogen ist in einem Keilstein die Jahreszahl 2010 eingemeißelt.

## Galerie

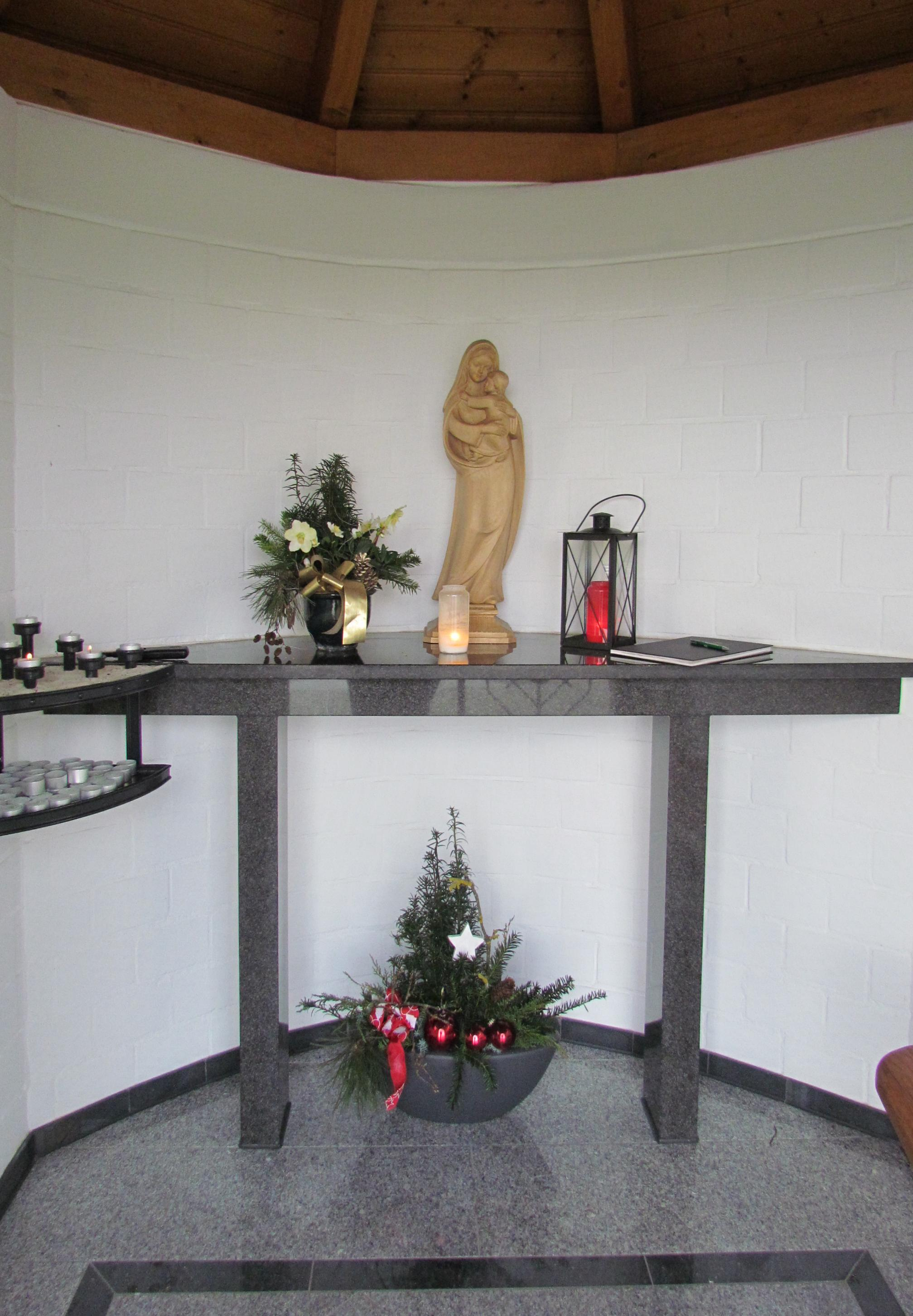
Innenansicht
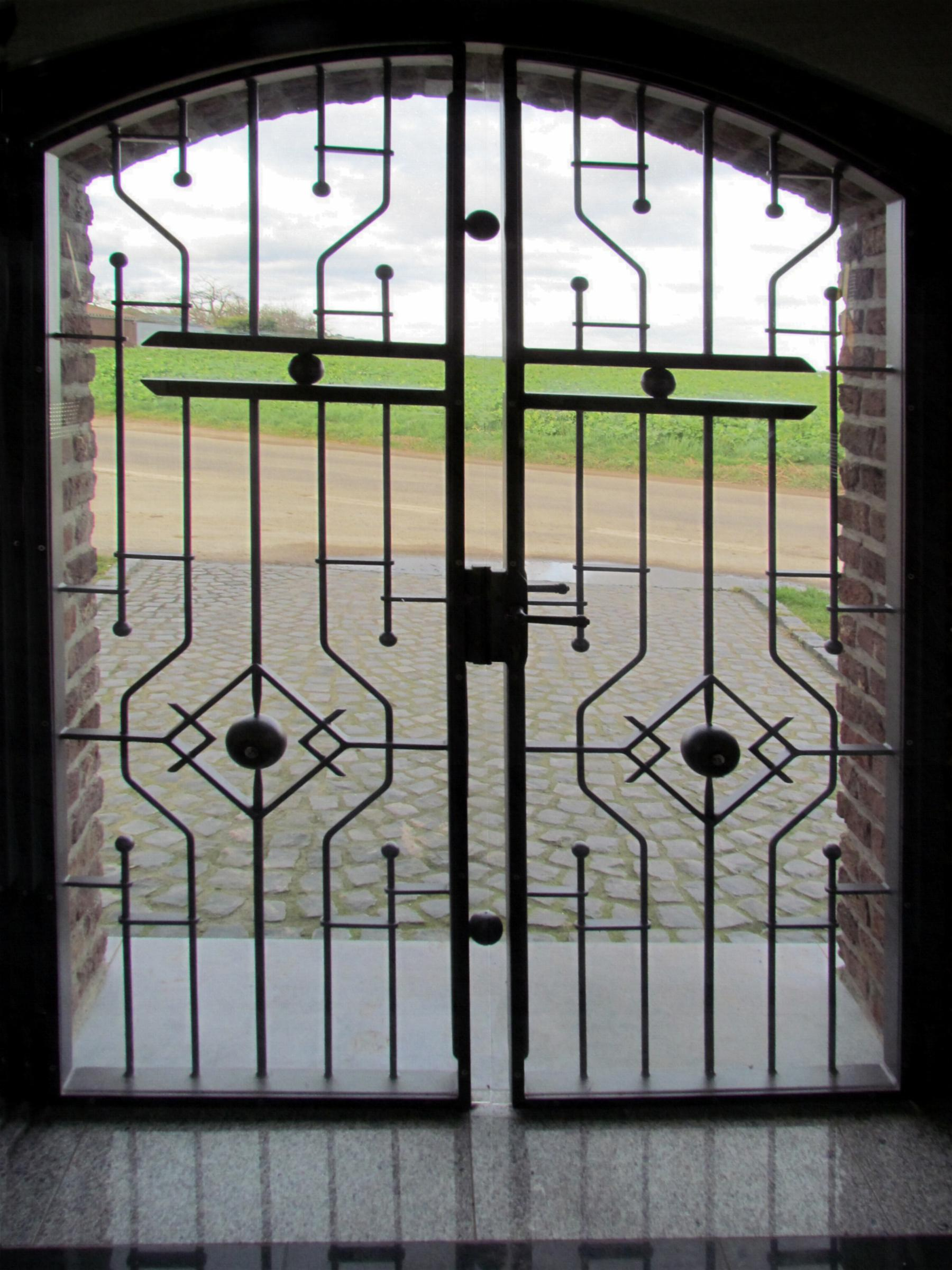
Eingangstüre
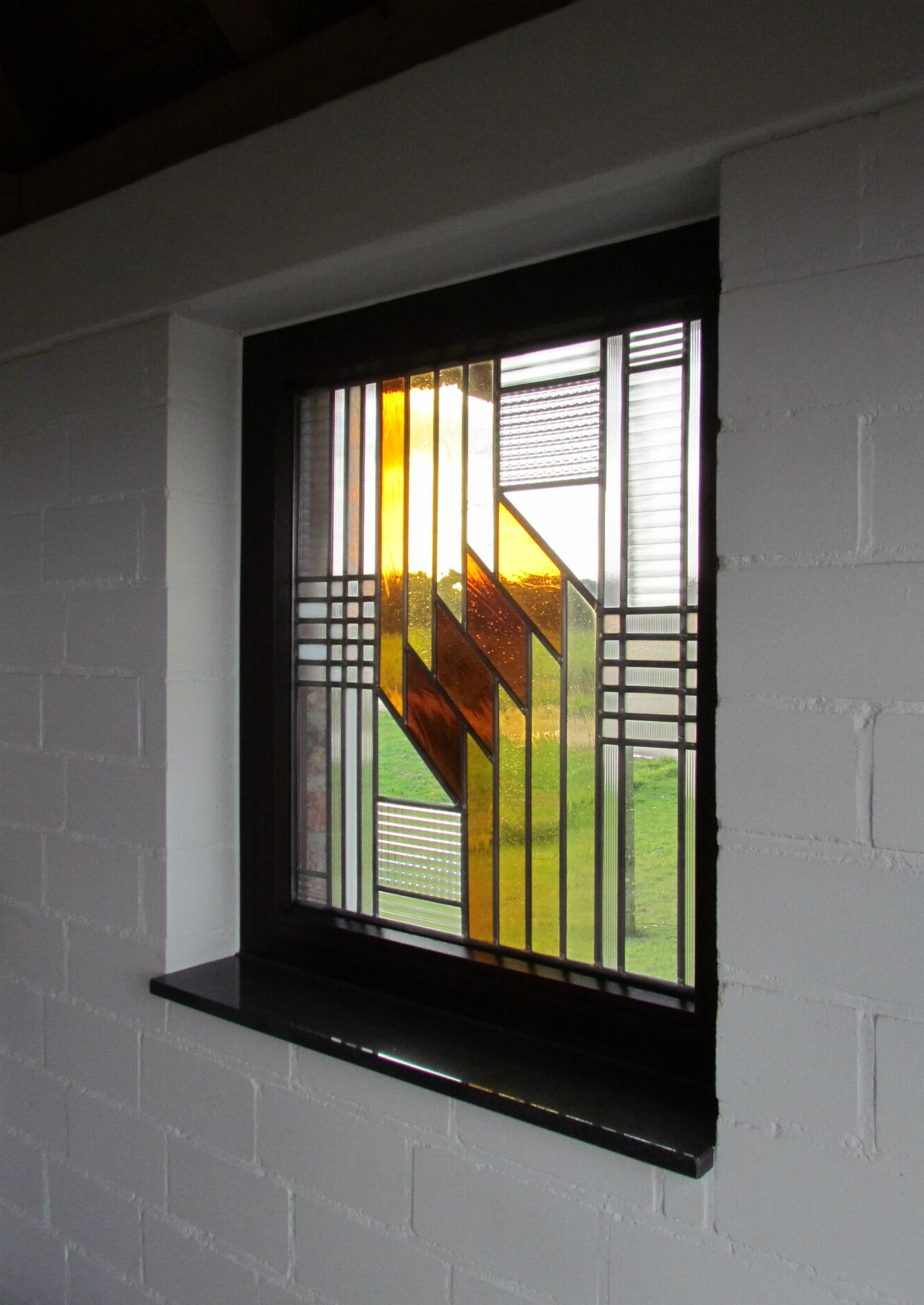
Buntverglasung
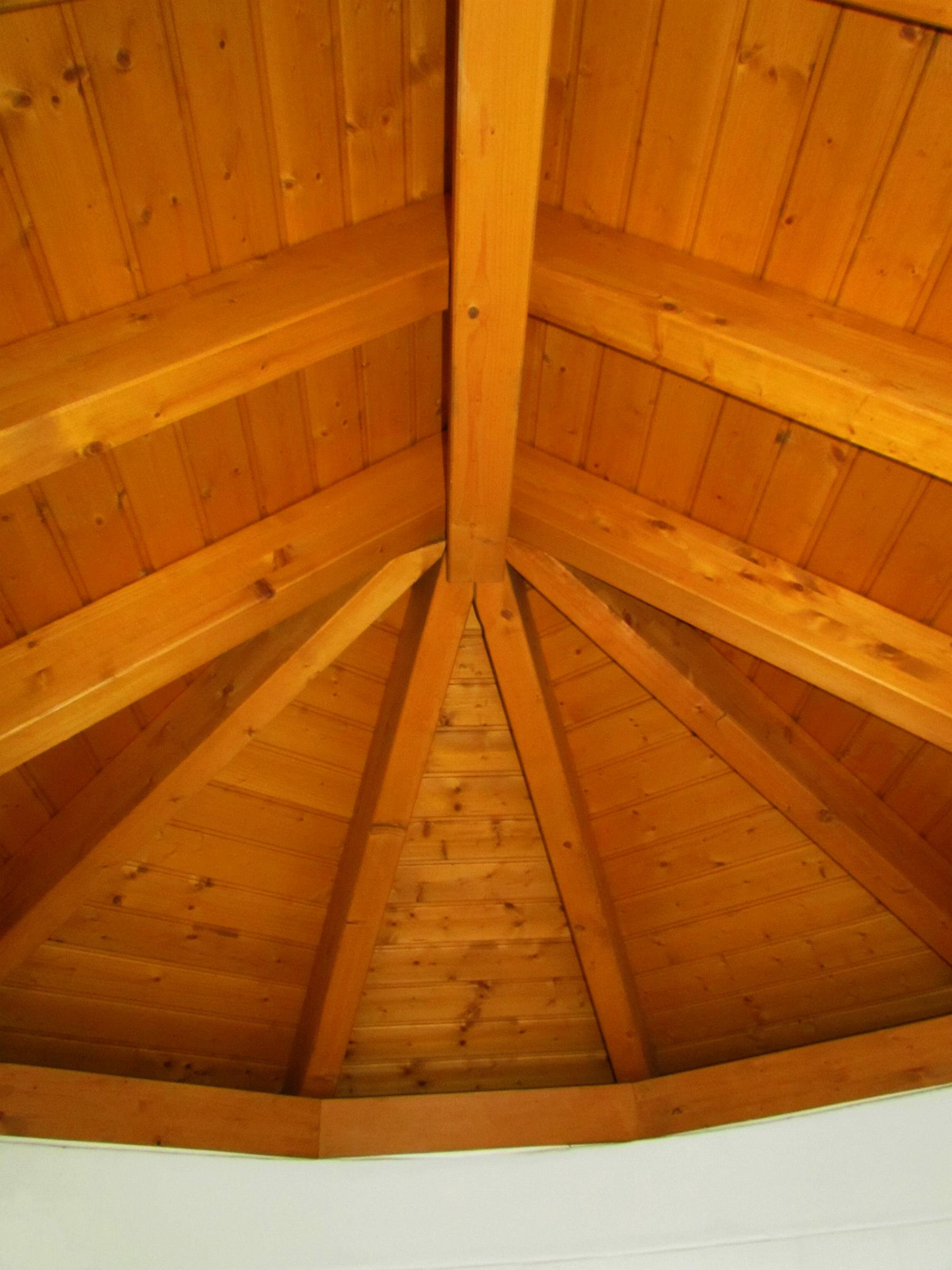
Deckenansicht
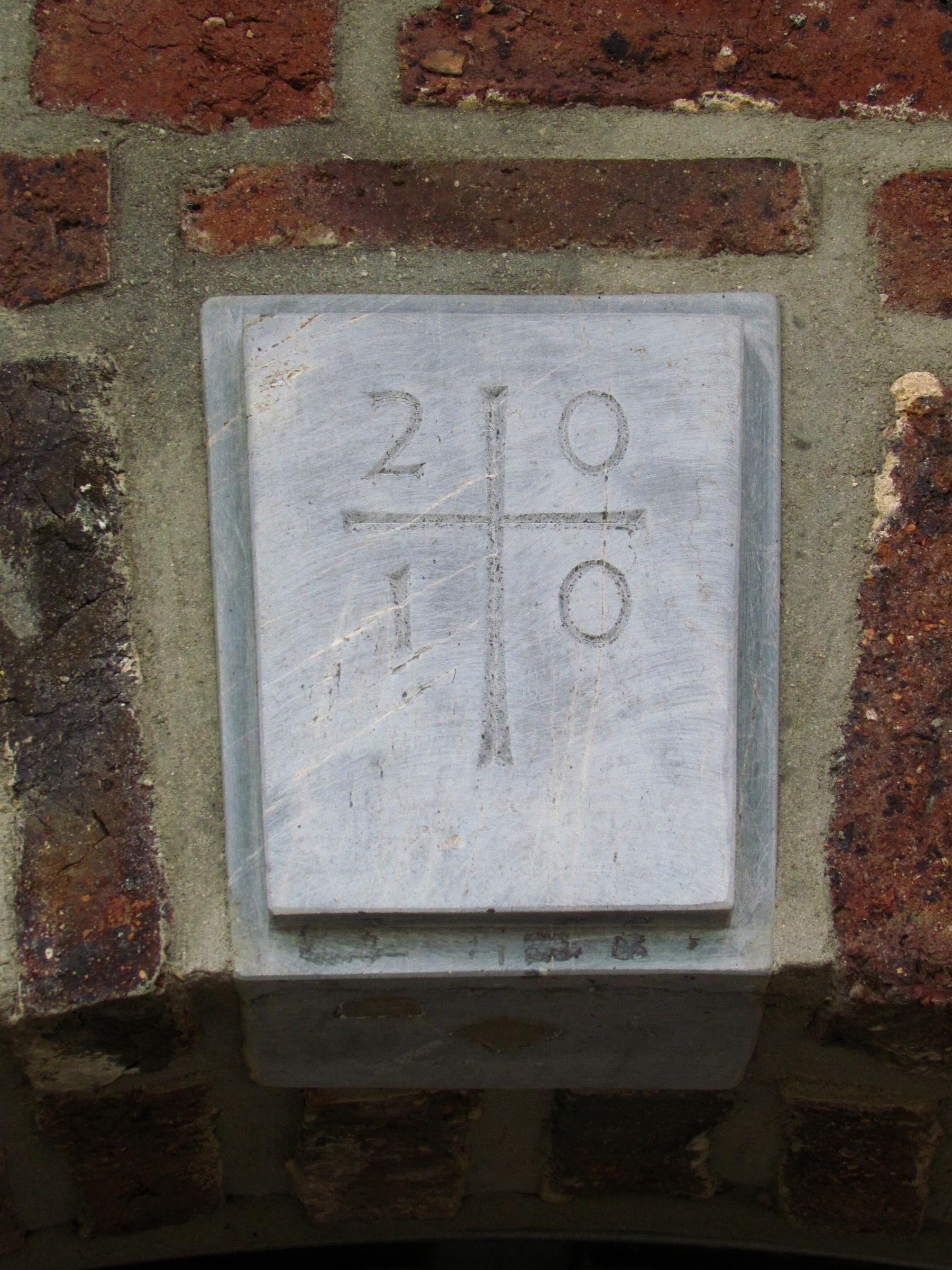
Türkeilstein
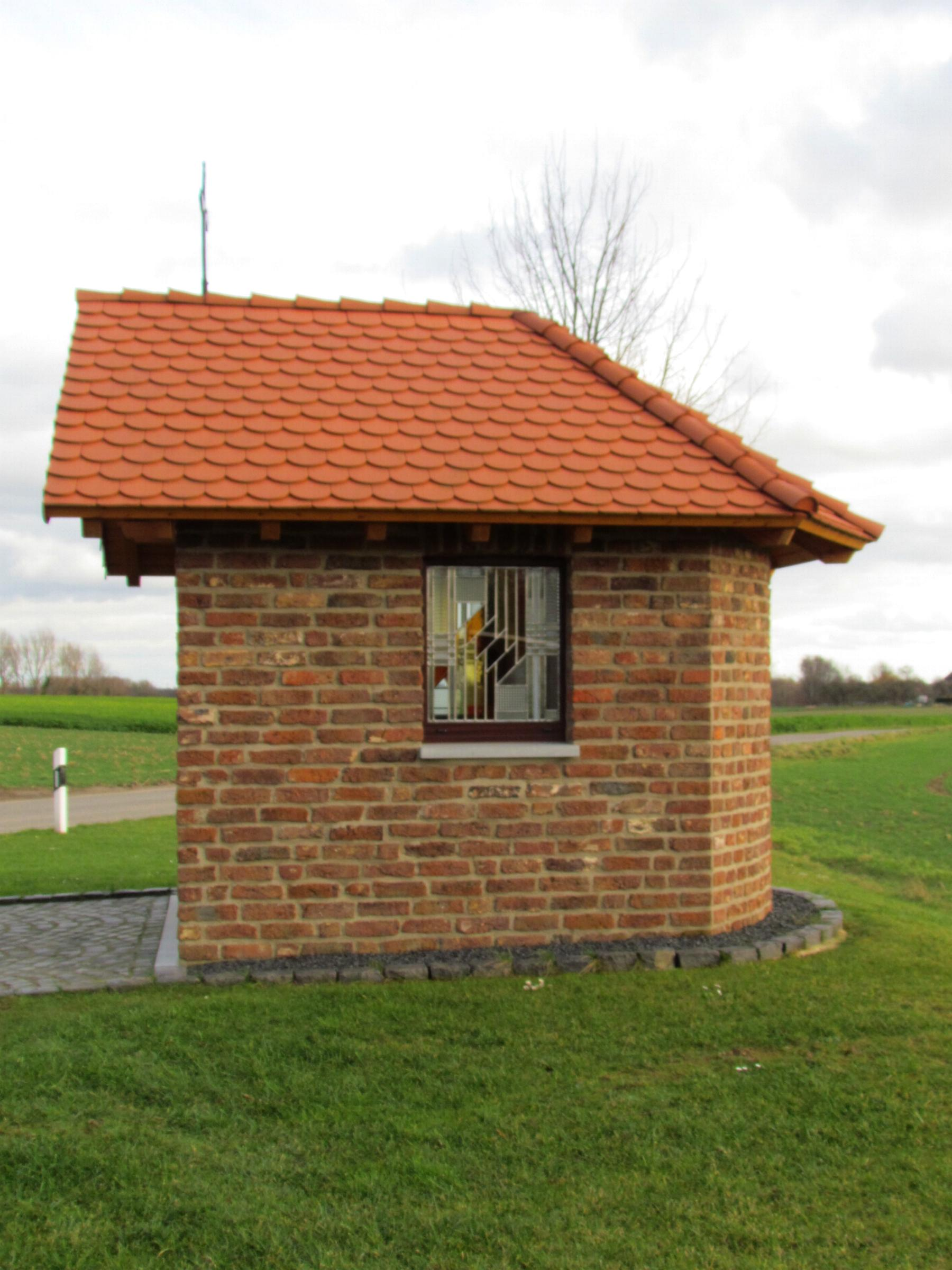
Seitenansicht